# Grosshöchstetten
Grosshöchstetten es una comuna suiza del cantón de Berna, situada en el distrito administrativo de Berna-Mittelland. Limita al norte con Biglen y Arni bei Biglen, al este con Oberthal y Zäziwil, al sur con Mirchel y Konolfingen, y al oeste con Schlosswil.
Hasta el 31 de diciembre de 2009 situada en el distrito de Konolfingen.

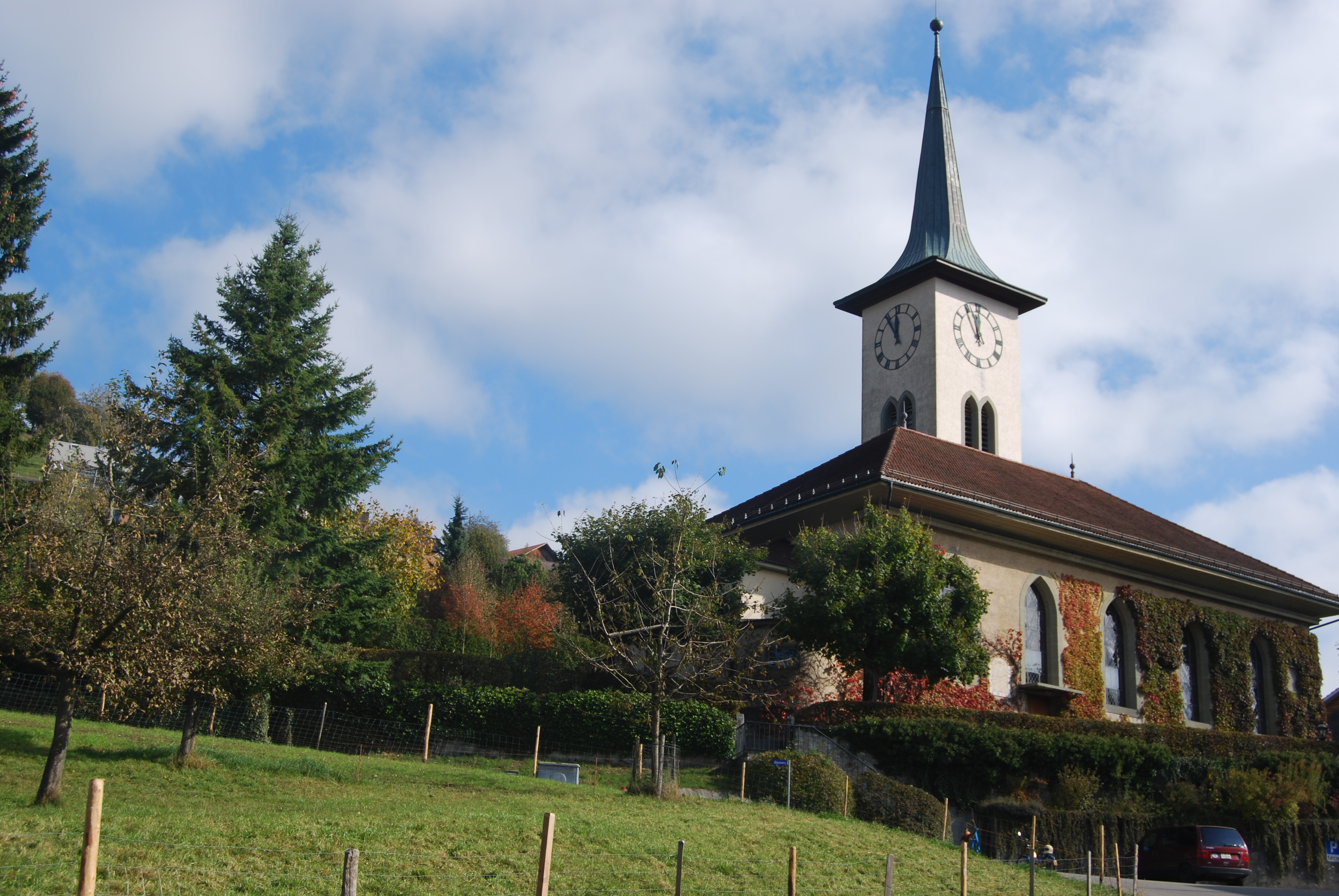
Vista de la iglesia de Grosshöchstetten.